# Kasaner Kreml

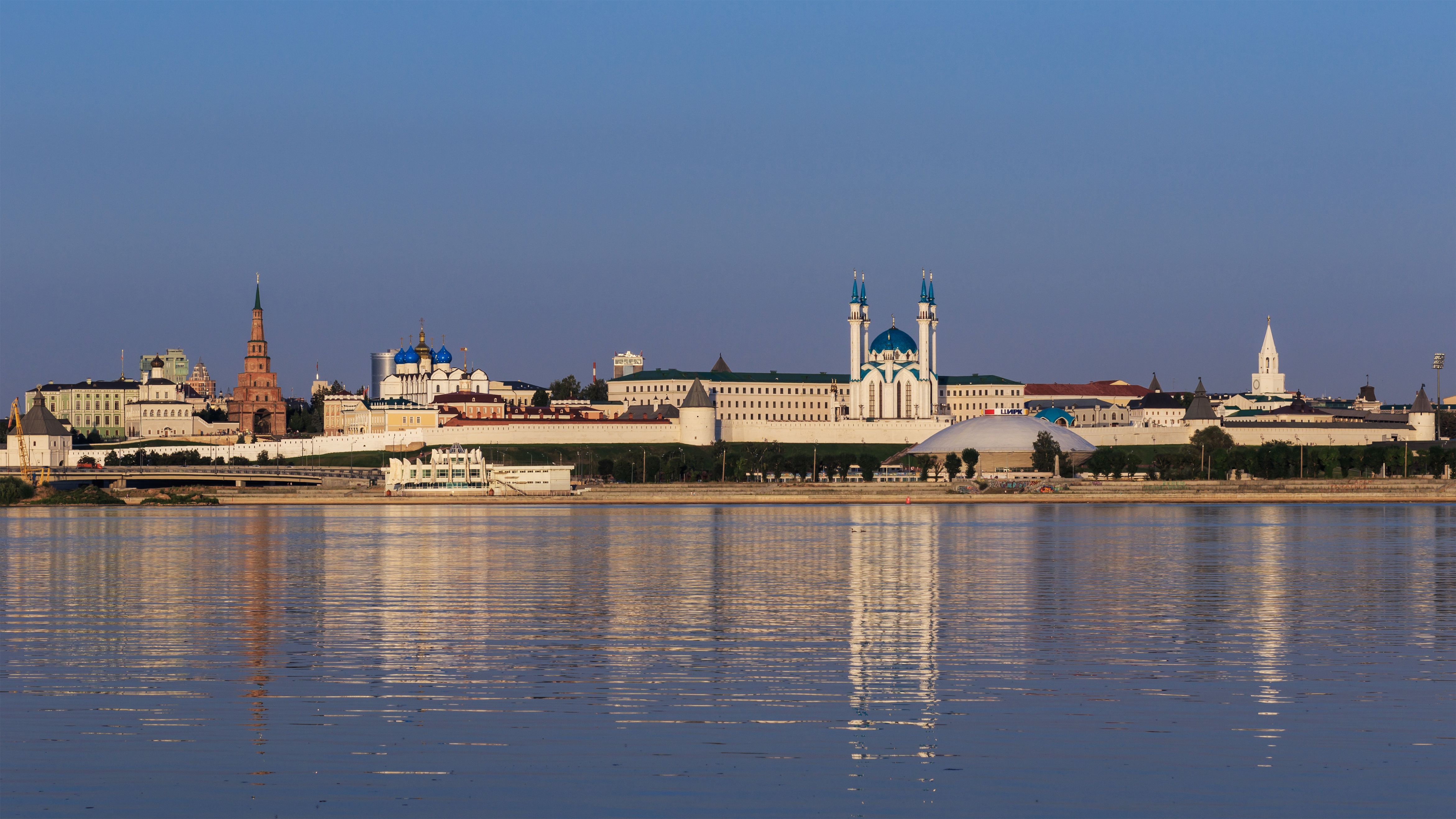
Aussicht vom gegenüberliegenden Ufer der Kasanka

Der Kasaner Kreml (russisch Казанский кремль; tatarisch Казан кирмәне) ist eine historische Zitadelle in Kasan, der Hauptstadt der russischen Republik Tatarstan. Er wurde nach der Einnahme Kasans durch die russischen Truppen Iwans IV. 1552 auf den Ruinen der ehemaligen Residenz des Khans von Kasan errichtet. Der Kasaner Kreml kombiniert heute Elemente der christlich-orthodoxen und der moslemischen Architektur und gehört seit 2000 zum Weltkulturerbe der UNESCO.
Der Kasaner Kreml befindet sich an der Kasanka, einem Nebenfluss der Wolga. Er dient heute als Sitz der Regierung von Tatarstan, die im von Konstantin Thon erbauten Gouverneurspalast aus dem 18. Jahrhundert residiert. Die 2005 errichtete Kul-Scharif-Moschee gilt als die zweitgrößte Moschee Europas. Zahlreiche architektonische Denkmäler, wie die Kathedrale des Hl. Nikolaus (1560er Jahre), die Preobraschenski-Kathedrale (1590er Jahre) oder der Glockenturm der Mariä-Verkündigungs-Kathedrale, wurden in den dreißiger Jahren von den Bolschewiki zerstört.

## Sehenswürdigkeiten

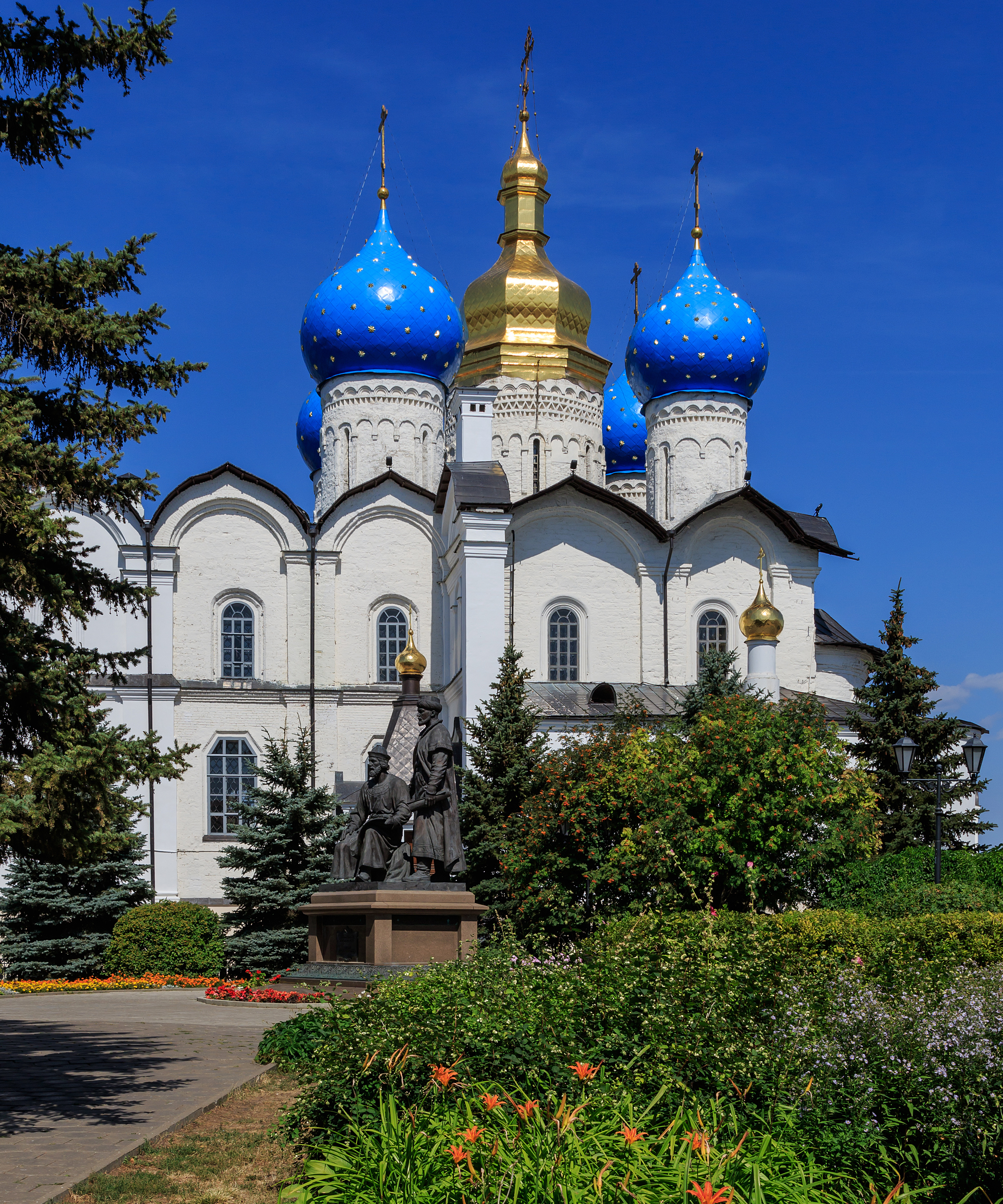
Mariä-Verkündigungs-Kathedrale
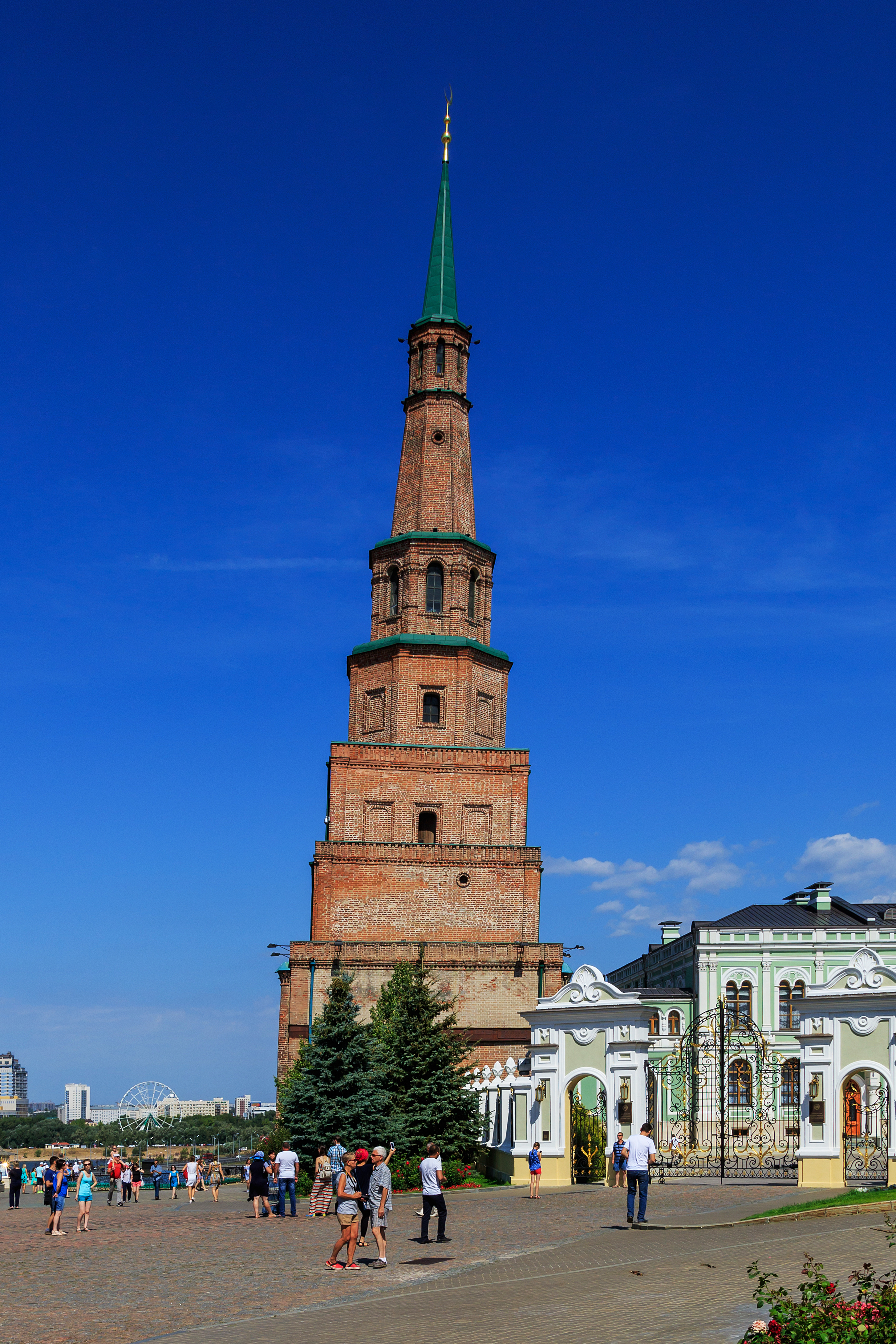
Sujumbike-Turm
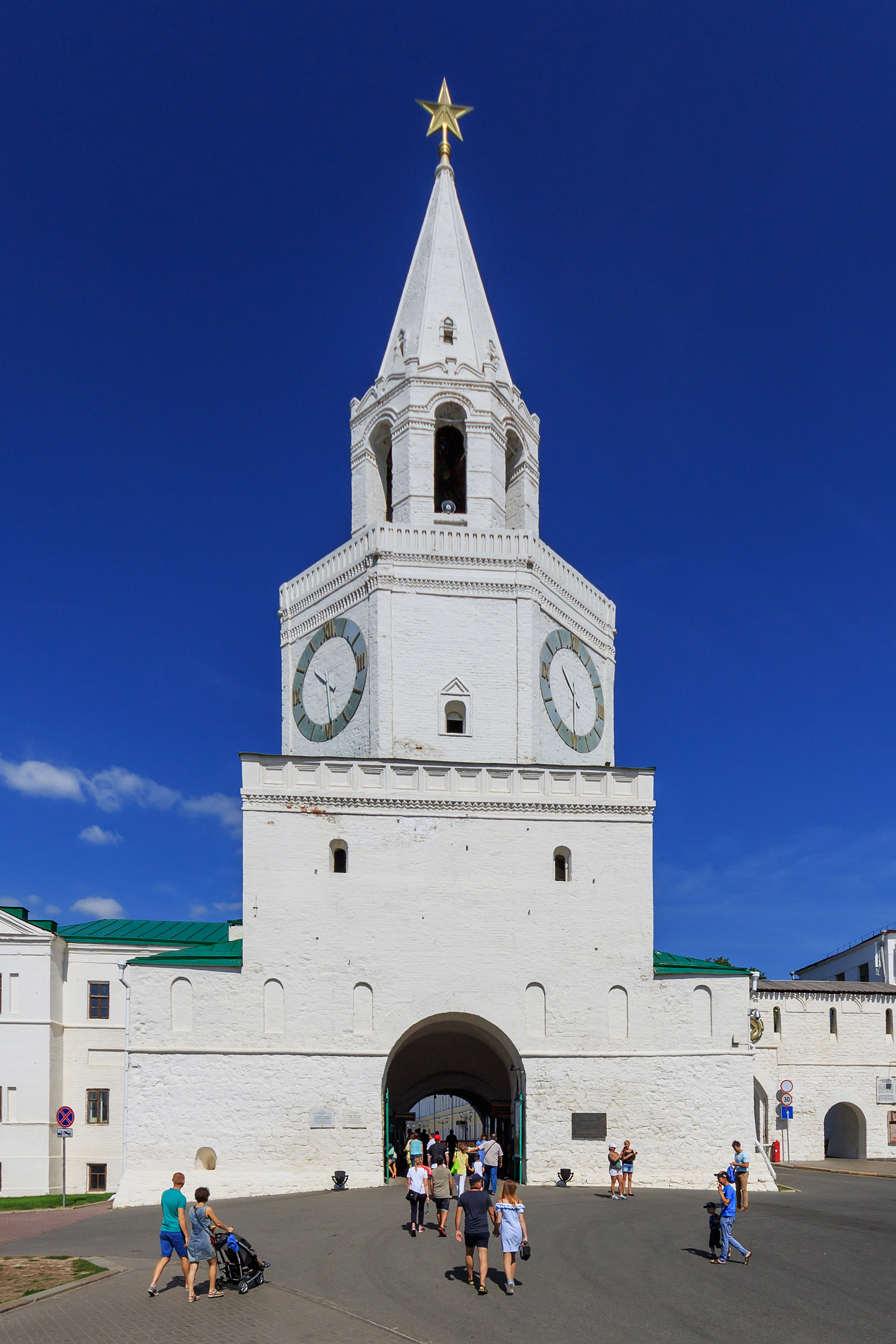
Erlöser-Tor
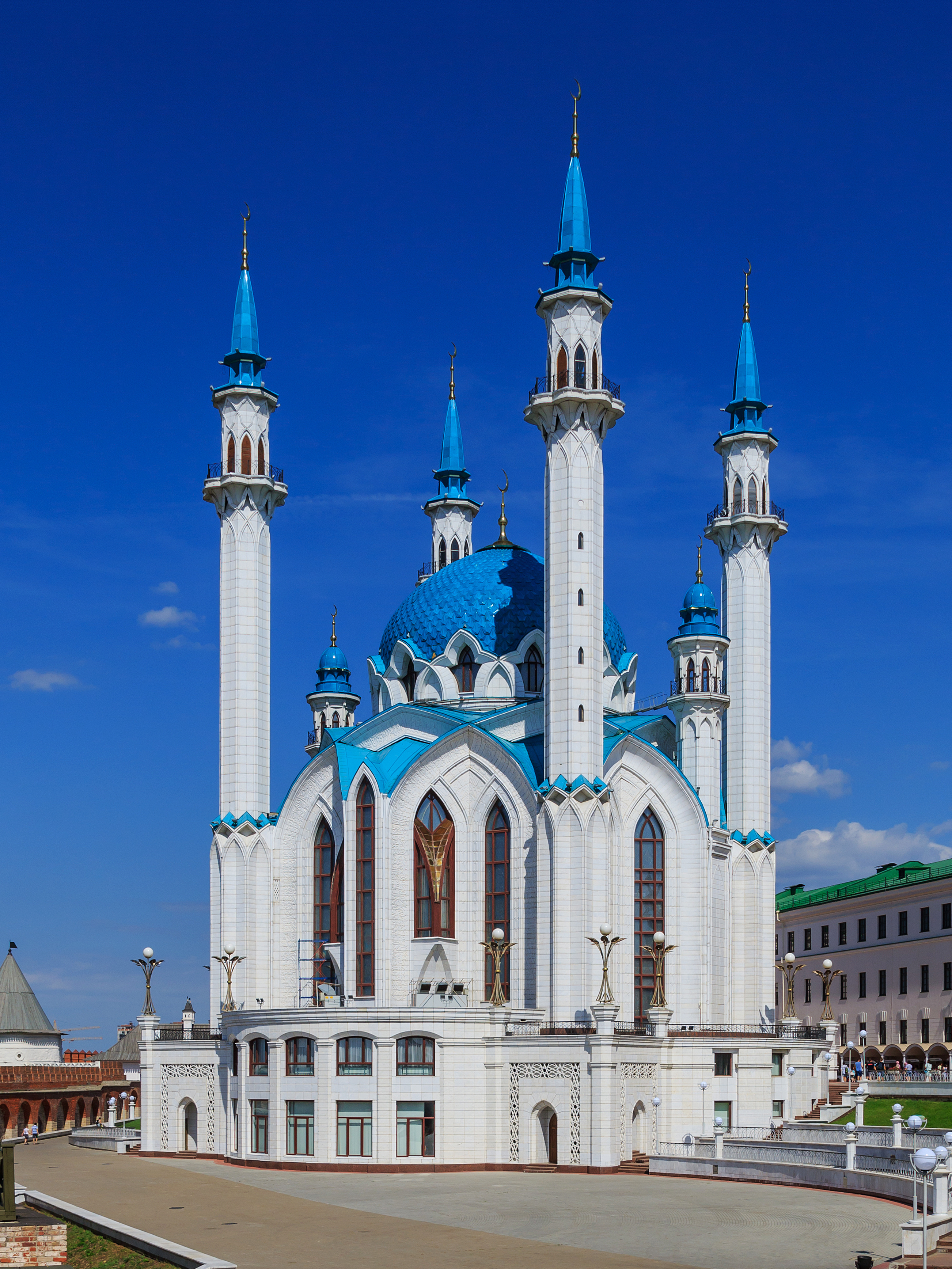
Kul-Scharif-Moschee
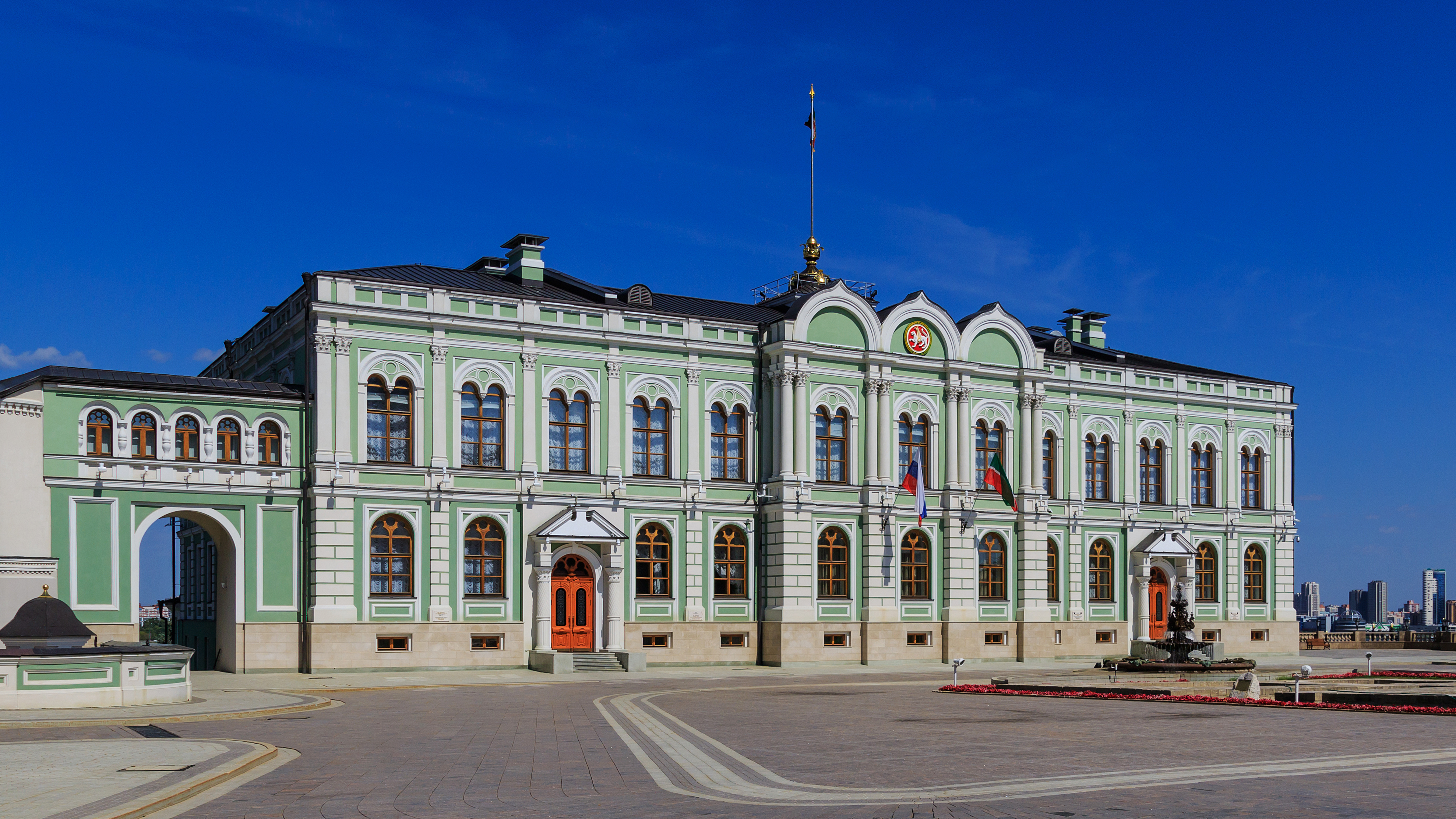
Ehemaliges Gouverneurspalais
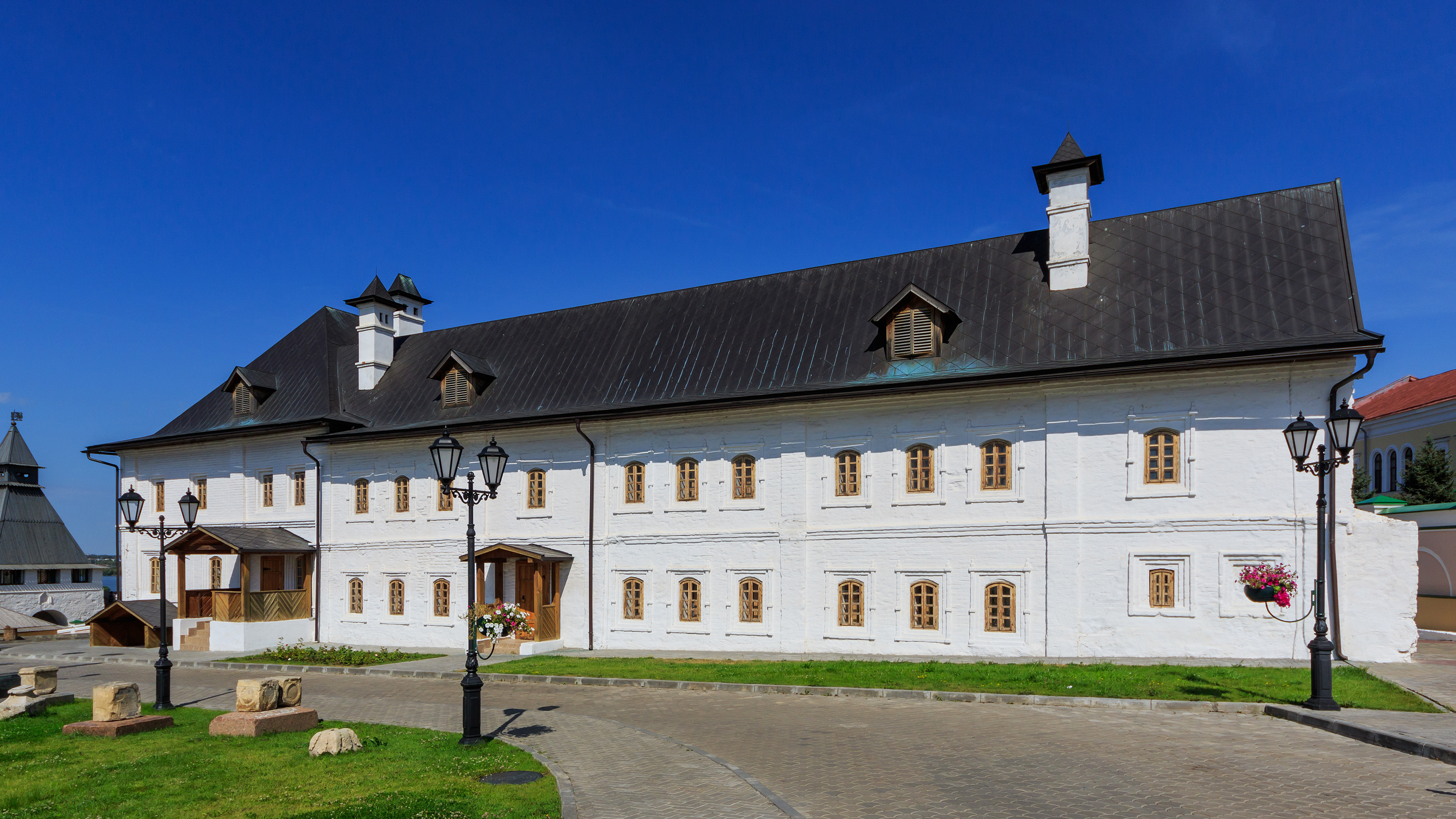
Ehemaliges Verklärungs-Kloster
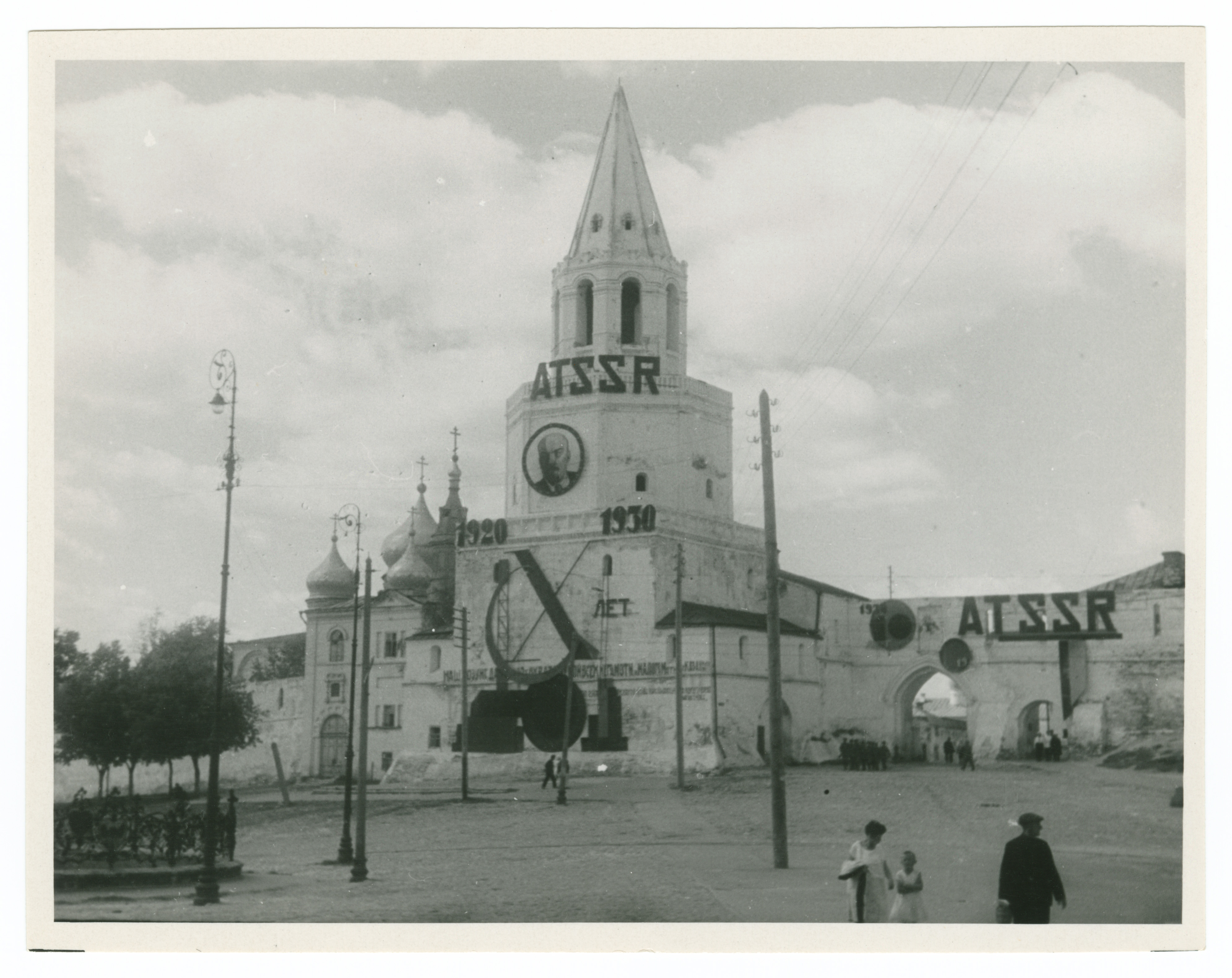
Verklärungs-Kloster, historische Ansicht

## Mauern und Türme

### Erhaltene Türme

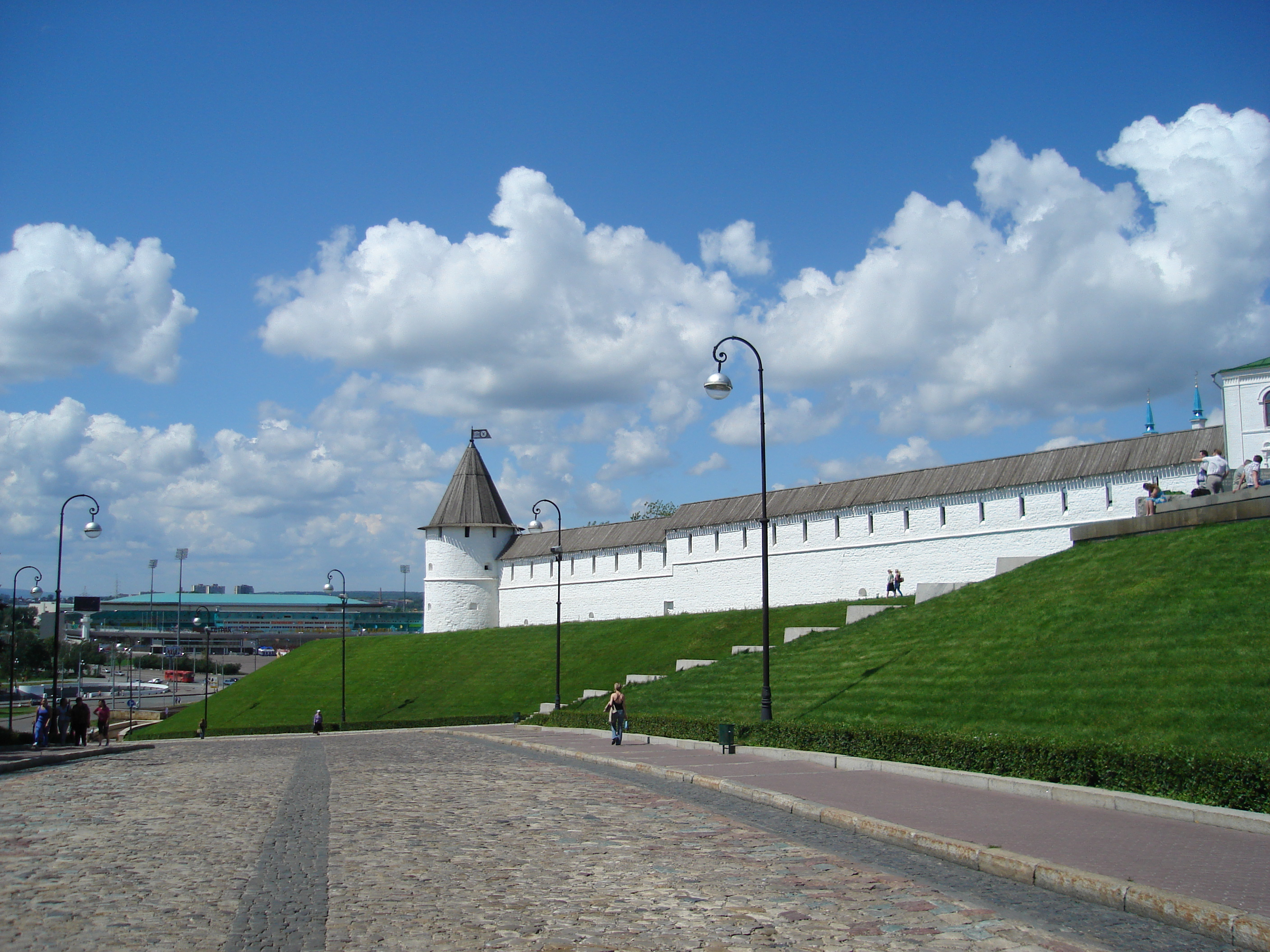
Kremlmauer

- Spasskaja (Erlöser-Turm). Erbaut in den 1560ern, im 18. Jahrhundert erweitert
- Jugo-Sapadnaja (südwestlicher Turm). Erbaut zwischen 1556 und 1562, hat eine Zylinderform
- Preobraschenskaja. Erbaut Ende 16. Jahrhundert, quadratischer Grundriss
- Sapadnaja Besymjannaja. Erbaut Ende 16. Jahrhundert
- Tainizkaja
- Woskressenskaja
- Dmitrijewskaja
- Konsistorskaja
- Jugo-Wostotschnaja (südöstlicher Turm)

### Zerstörte Türme
- Pjatigrannaja. Hatte einen pentagonalen Grundriss
- Sewero-Sapadnaja (nordwestlicher Turm)
- Sewernaja (nördlicher Turm)
- Sewero-Wostotschnaja (nordöstlicher Turm)